# Коляденко, Александр Иванович
Александр Иванович Коляденко (по другим данным — Алексей; 1890 — 24 апреля 1918, Алушта) — российский революционер, большевик. Участник установления советской власти в Крыму. Нарком финансов Социалистической советской республики Тавриды (1918). Член РСДРП(б). Расстрелян.

## Биография

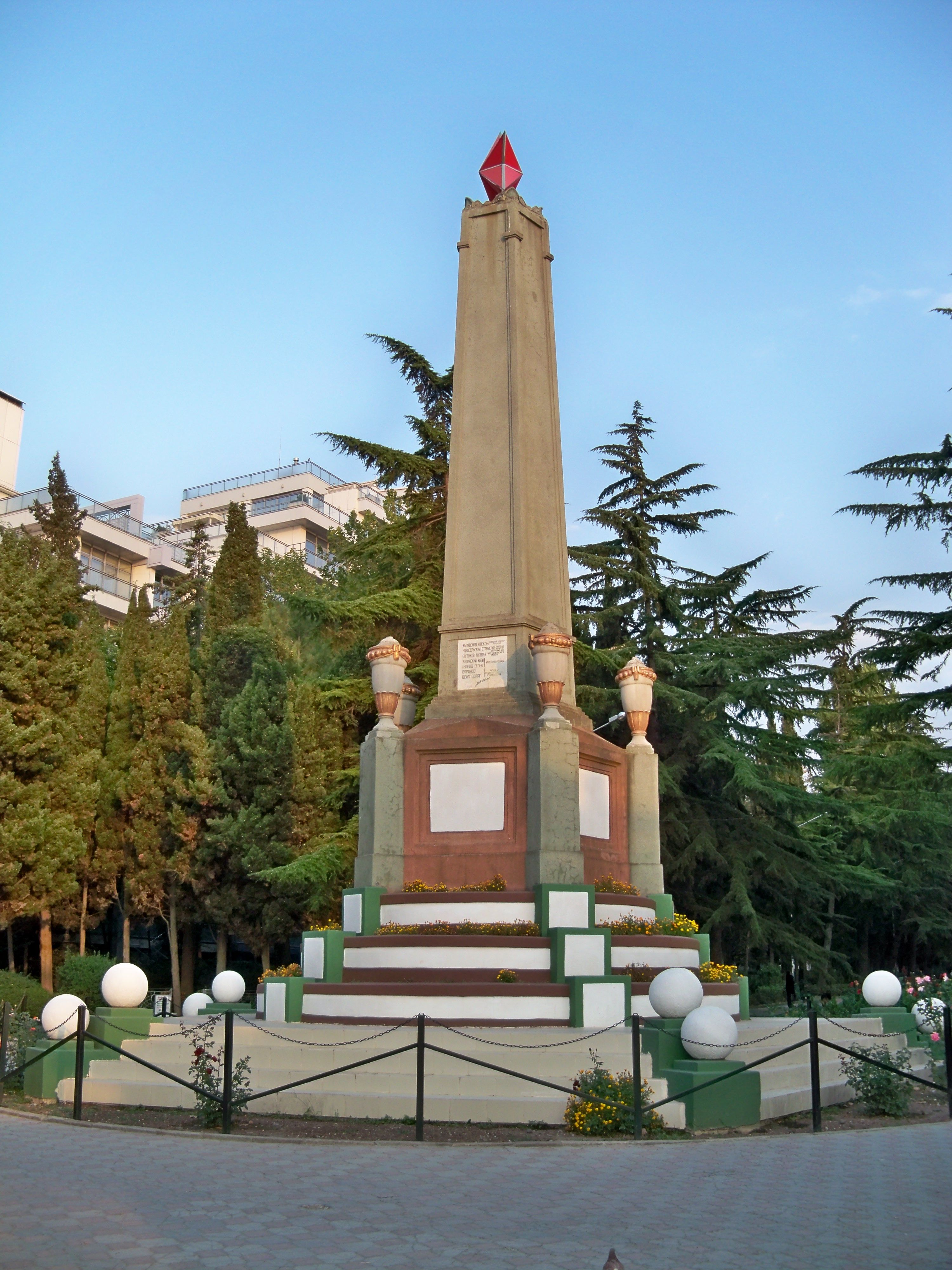
Братская могила в Алуште

Родился в 1890 году. Служил матросом на Черноморском флоте. Являлся членом Российской социал-демократической рабочей партии (большевиков). Во время гражданской войны участвовал в установлении власти советов в Севастополе и Симферополе.
В январе 1918 года стал членом Симферопольского военно-революционного комитета. С февраля 1918 года — член Таврического центрального исполнительного комитета. В следующем месяце Коляденко был назначен наркомом финансов Социалистической советской республики Тавриды. В качестве наркома ездил за финансовой помощью в Москву. Входил в губернский комитет РКП(б).

### Гибель
20 апреля произошел мятеж в Алуште и окрестных селах побережья под руководством поручика М. Хайретдинова и штаб-ротмистра С. М. Муфти-заде, сопровождавшийся арестами и расстрелами красногвардейцев и большевиков, пострадали также южнобережные греки.
21—22 апреля 1918 года в деревню Кизилташ прибыло два автомобиля с бывшими офицерами, бойцами УНР и татарами. Они объявили населению о входе в Симферополь кайзеровских частей и убеждали их вооружиться и выдвигаться на Гурзуф и Ялту с целью свержения ослабшей власти Советов.
21 апреля у деревни Биюк-Ламбат были арестованы направлявшиеся в Новороссийск члены руководства республики Тавриды во главе с председателем СНК А. И. Слуцким и председателем губкома РКП(б) Я. Ю. Тарвацким. Их привезли в Алушту и разместили в подвале дачи «Голубка» (ныне городская библиотека им. С. Н. Сергеева-Ценского), где располагался штаб контрреволюционного мятежа (на здании установлена памятная табличка). Вместе с другими руководителями республики Коляденко был расстрелян сторонниками крымскотатарской партии «Милли фирка» вблизи горы Демерджи в ночь на 24 апреля 1918 года. Тяжело раненые Акимочкин и Семенов остались в живых.
Похоронен в братской могиле вместе с другими членами правительства Социалистической советской республики Таврида в Алуште.

## Память
На заседании Правительственной комиссии при СНК Крымской АССР 4 апреля 1933 года было решено увековечить память расстрелянных членов Правительства Республики Тавриды. В 1933 году недалеко от набережной Алушты на братской могиле был установлен временный памятник. 6 ноября 1940 года по проекту архитекторов К. Галиева и Я. Усейнова над могилой был сооружён памятник — пятигранный обелиск со звездой.